# Промисловий вузол
Промисловий вузол — територіально-виробничий комплекс, розташований у декількох промислових центрах і пунктах, що знаходяться в територіальній близькості та об'єднані спільністю територіальної спеціалізації, матеріально-технічною базою та виробничо-технічними зв'язками.
Група підприємств і організацій, які розміщуються на суміжних територіях і спільно використовують виробничу і соціально-побутову інфраструктуру, природні та інші ресурси, створюють спільні види виробництва міжгалузевого і регіонального значення, зберігаючи при цьому свою самостійність. Так формуються промислові агломерації.
У промислових вузлах формуються умови для розвитку регіональної інтеграції, кооперації, спеціалізації виробництва, повнішого використання унікального високопродуктивного обладнання, виробничих площ і потужностей з переробки місцевої сировини, вторинних ресурсів, організації міжгалузевих виробництв, розвитку обслуговування населення і комунального господарства.